# Jean-Louis Bertuccelli
 (mars 2025).
Si vous disposez d'ouvrages ou d'articles de référence ou si vous connaissez des sites web de qualité traitant du thème abordé ici, merci de compléter l'article en donnant les références utiles à sa vérifiabilité et en les liant à la section « Notes et références ».
Pour les articles homonymes, voir Bertuccelli.
Jean-Louis Bertuccelli est un réalisateur et scénariste français né le 3 juin 1942 à Paris où il est mort le 5 mars 2014.
Il est le père de la réalisatrice Julie Bertuccelli.

## Biographie

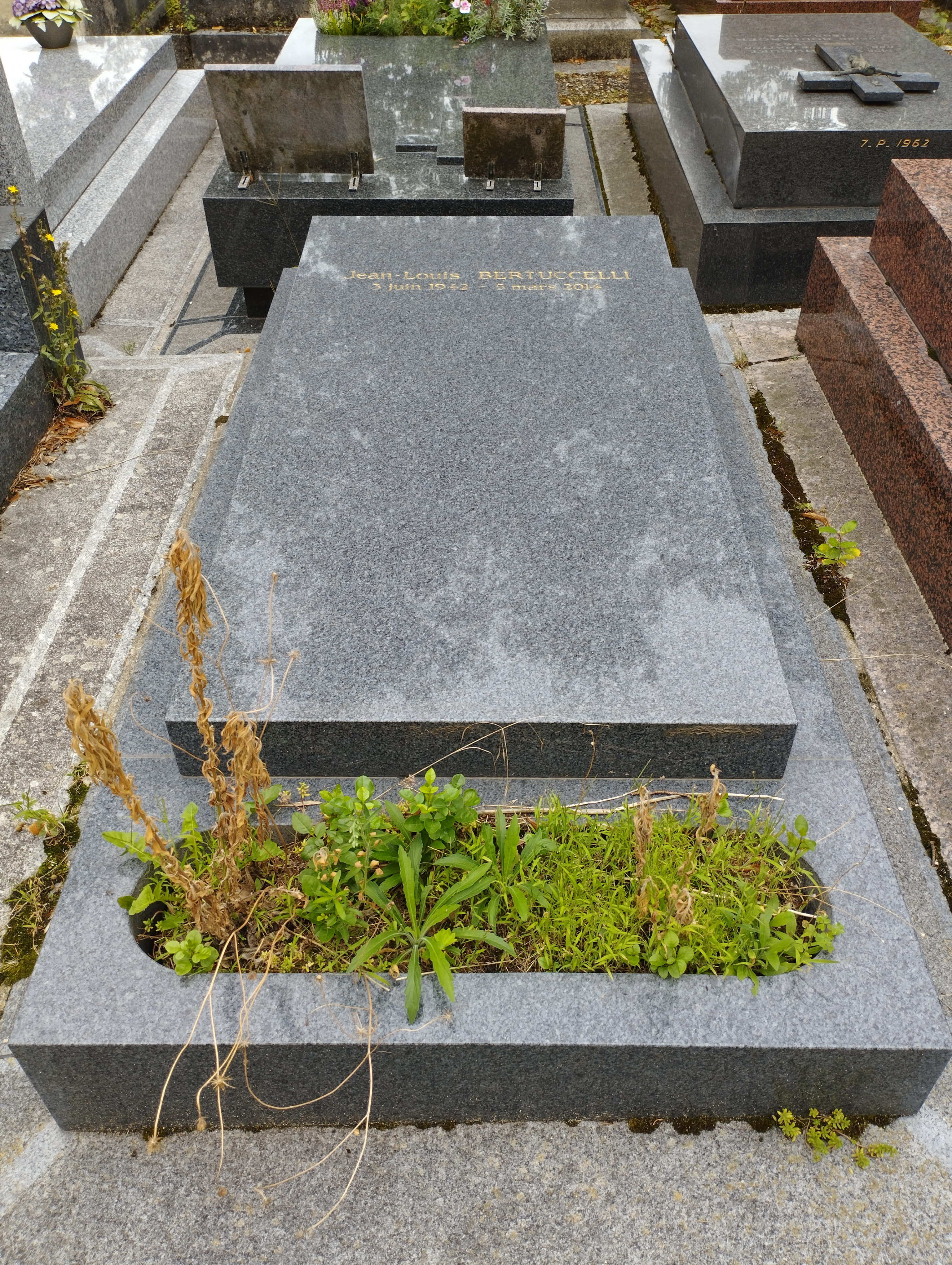
Tombe de Jean-Louis Bertuccelli au cimetière du Montparnasse (division 15).

### Origines
Jean-Louis Auguste Ciompino Bertuccelli naît le 3 juin 1942 dans le 16e arrondissement de Paris.

### Vie privée
Jean-Louis Bertuccelli est le père de la réalisatrice Julie Bertuccelli.

### Mort
Jean-Louis Bertuccelli meurt le 5 mars 2014, dans le 14e arrondissement de Paris. Il est inhumé au cimetière du Montparnasse (division 15).

## Filmographie

### En tant que réalisateur

#### Cinéma
- 1968 : Janine ou l'amour (court métrage)
- 1968 : Remparts d'argile - également scénariste et adaptation
- 1968 : La mélodie du malheur (court métrage)
- 1968 : Oaxaca (court métrage)
- 1969 : Tricot la Branlette (court métrage de 13')[5] - également scénariste et dialoguiste
- 1972 : Paulina 1880, d'après le roman de Pierre Jean Jouve (1925) - également scénariste
- 1974 : On s'est trompé d'histoire d'amour  - également scénariste
- 1975 : Docteur Françoise Gailland - également scénariste
- 1977 : L'Imprécateur - également scénariste
- 1982 : Interdit aux moins de 13 ans - également producteur
- 1984 : Stress - également scénariste
- 1991 : Aujourd'hui peut-être... - également scénariste

#### Télévision
- 1987 : La Lettre perdue  - également scénariste
- 1987 : Souris noire, épisodes La pêche aux caramels et Le crime de Cornin Bouchon
- 1988 : Souris noire, épisodes L'Affaire du collier et Panique au zoo
- 1988 : Méliès 88: Le Rêve du radja
- 1989 : Les Aventures de Franck et Foo-Yang
- 1991 : Pognon sur rue  - également scénariste
- 1992 : Dis maman, tu m'aimes?
- 1992 : Momo
- 1994 : Le Clandestin  - également scénariste
- 1995 : Le Serment d'Hippocrate
- 1996 : Sur un air de mambo  - également scénariste
- 1997 : Mauvaises Affaires
- 2002 : Marie Marmaille
- 2003 : Papa, maman s'ront jamais grands
- 2006 : Une juge sous influence

### En tant que scénariste
- 1976 : Le Désert des Tartares (Il Deserto dei Tartari) de Valerio Zurlini

## Distinctions

### Décoration
- Chevalier de l'ordre national du Mérite, 1994

### Récompense
Prix Jean-Vigo 1971 pour Remparts d'argile